# Pantaléon Battu
Pantaléon Battu est un violoniste, compositeur et chef d'orchestre français né le 4 avril 1799 à Paris, ville où il est mort le 17 janvier 1870. 

## Biographie
Pantaléon Battu naît le 4 avril 1799 à Paris,,.                  
Il se forme au Conservatoire de Paris, où il obtient un premier prix de violon dans la classe de Rodolphe Kreutzer en 1822,,.                  
Comme violoniste, il est membre de l'orchestre de l'Opéra-Buffa avant d'entrer en 1823 à l'Orchestre de l'Opéra de Paris et de figurer en 1828 au nombre des membres fondateurs de l'Orchestre de la Société des concerts du Conservatoire. Il est également membre de la Chapelle royale, puis impériale,.                  
En 1835, il est nommé deuxième chef d'orchestre à l'Opéra de Paris, poste qu'il occupe jusqu'à sa retraite en 1859,. Comme chef d'orchestre, autour d'Habeneck, Battu, « avec un nom prédestiné, [est] l'une des figures effectuant la transition entre le violoniste batteur de mesure et le chef d'orchestre moderne ».                  
Comme compositeur, il est l'auteur de plusieurs morceaux pour son instrument, dont deux concertos pour violon, des duos concertants, un thème varié et des romances, notamment,.                  
Pantaléon Battu meurt à Paris le 17 janvier 1870,, en son domicile du 28 rue de la Grange-Batelière (9e arrondissement de Paris).                  
Il avait épousé en 1823 Augustine Virginie Lefebvre, fille du compositeur François-Charlemagne Lefebvre, avec laquelle il a eu un fils, Léon Battu, qui deviendra auteur et librettiste. Puis, à la mort de sa première épouse, il convole en 1836 avec la sœur de cette dernière, Sophie Wilhelmine Lefebvre, union qui connaîtra la naissance d'une fille, Marie Battu, future cantatrice de renom,.                  